# Abu Dali (Idlib)
Abu Dali (arab. أبو دالي) – miejscowość w Syrii, w muhafazie Idlib. W 2004 roku liczyła 1168 mieszkańców.